# アクリジニウム
アクリジニウム臭化物（Aclidinium bromide）は、長時間型吸入ムスカリン受容体拮抗薬であり、慢性閉塞性肺疾患（COPD）による諸症状の寛解に用いられる。商品名エクリラ。
米国で2012年7月に、日本で2015年3月に承認された。
COPD患者のQOLを改善し、入院化を防止する。しかし、ステロイド使用頻度や死亡リスクを改善することはできなかった。同系統の医薬品であるチオトロピウム等の長時間型ムスカリン受容体拮抗薬（LAMA）との差別化は図れていない。
アクリジニウムはドライパウダー吸入器ジェヌエア（Genuair）に充填した形で販売される。
日本では承認されていないが、海外ではホルモテロールとの合剤（LAMA/LABA）である「DUAKLIR GENUAIR」も発売されている。

## 禁忌
アクリジニウムは抗コリン薬であるので、下記の患者に禁忌である。
- 閉塞隅角緑内障の患者
- 前立腺肥大等による排尿障害がある患者

### 慎重投与
- 心不全、心房細動、期外収縮の患者、またはそれらの既往歴のある患者
- 前立腺肥大のある患者

## 副作用
類薬での重大な副作用として、心房細動が記載されている。
副作用発現頻度は9〜10%であり、主な副作用は口内乾燥、頭痛、不整脈、咳嗽、眩暈等である。